# Martin Butler (Regisseur)
Martin Butler (* 14. Mai 1952) ist ein australischer Filmregisseur, Drehbuchautor und Filmproduzent, der für einen Oscar nominiert wurde.

## Karriere
Seit 2009 ist Butler als Regisseur, Produzent und Drehbuchautor tätig. So war er in diesen Tätigkeiten für die Dokumentarfilme Contact, First Footprints und A Sense of Self, sowie dem Spielfilm Tanna – Eine verbotene Liebe verantwortlich. Für seine Beteiligung an dem Film Tanna erhielt Butler bei der Oscarverleihung 2017 mit Bentley Dean eine Oscarnominierung in der Kategorie Bester fremdsprachiger Film.
Seit dem Jahr 2009 arbeitet Butler mit dem ebenfalls als Regisseur tätigen Bentley Dean zusammen.

## Filmografie
- 2009: Contact (Dokumentarfilm)
- 2013: First Footprints (Fernsehdokumentation)
- 2015: Tanna – Eine verbotene Liebe (Tanna)
- 2016: A Sense of Self (Dokumentarfilm)